# او-۲۳۲۱
زیردریایی یو-۲۳۲۱ (به انگلیسی: German submarine U-2321) یک زیردریایی بود. این زیردریایی در سال ۱۹۴۴ ساخته شد.